# Oude Posthuis
Het Oude Posthuis (Duits: Altepoststation) in Wimbern, Wickede, ook wel bekend als Huize Altepost is een negentiende-eeuws posthuis en een monumentaal erfgoedpand in Duitsland.

## Geschiedenis
Het gebouw werd oorspronkelijk gebouwd in opdracht van Postmeester Christoph Schlünder (1746-1820), die Altepost ook ontwierp. Het verving een vorig gebouw uit de zeventiende eeuw. De bouw werd tussen 1822 en 1824 uitgevoerd in opdracht van zijn zoon, Nicolaus Schlünder (1787-1839). Hij was de eerste die zijn vaders landbouwbedrijf samenvoegde met het postkantoor. Latere renovaties werden uitgevoerd door de derde generatie Schlünder Postmeester, Anton Schlünder (1825-1889). Hij beheerde het bedrijf het langst van de drie, en voedde zijn negen kinderen daar op.
Officiële postkantoren waren destijds een goede bron van inkomsten, zeker als er, zoals bij Altepost, een koets- en paardverhuur bij zat. In 1826 werd Altepost zelfs bezocht door Frederik Willem III van Pruisen. Anton Schlünder opende ook de "Am Schlünder" wachtkamer, waar gasten zich konden opwarmen, opfrissen, en koffie konden bestellen. Dit bood nog een bron van inkomsten.
In 1871, na de vereniging van het Duitse Keizerrijk, werd de reichspost geïntroduceerd. Dit landelijk georganiseerde postsysteem maakte posthuizen als Altepost overbodig. Altepost bleef koetsen en paarden verhuren, maar dit bood te weinig inkomsten na de industrialisatie van de negentiende eeuw, waarin nationale spoorwegen en meer auto's op de markt kwamen. Anton Schlünder besloot hierop Altepost het hoofdkwartier te maken van zijn nieuwe zuivel- en graanbedrijf, waarvoor hij meerdere, omringende landerijen kocht. Na de introductie van de Weimarrepubliek in 1918 verkocht de familie het bedrijf. Sinds 2000 is er een hotel en een restaurant gevestigd.

## Architectuur
Het Oude Posthuis is opgetrokken uit baksteen, en heeft twee verdiepingen en een schilddak. De voordeur heeft een portaal, en een architraaf van zandsteen. De keuken, op de begane grond, heeft nog de originele open haard en de vloer van natuursteen. 
Achter het hoofdgebouw bevinden zich het koetshuis en de stallen. 